# مسابقات قهرمانی هندبال مردان آسیا ۱۹۷۷
مسابقات قهرمانی هندبال مردان آسیا ۱۹۷۷ ، نخستین دوره قهرمانی آسیا بود که از ۲۶ مارس تا ۴ آوریل در شهر کویت، کویت برگزار شد.

## دور مقدماتی
دو تیم نخست هر گروه مرحله مقدماتی به مرحله بعد راه یافتند.
| گروه A                                           | گروه B                   |
| ------------------------------------------------ | ------------------------ |
| ژاپن کویت فلسطین عربستان سعودی امارات متحدهٔ عربی | کرهٔ جنوبی چین عراق بحرین |

## دور پایانی

### نیمه نهاییدیدار پایانیژاپن۲۶چین۱۹ژاپن۲۴کرهٔ جنوبی۱۴رده بندیکرهٔ جنوبی۲۲چین۳۸کویت۱۶کویت۱۶نیمه نهایی
|  | ژاپن | ۱۹-۲۶ | چین | شهر کویت |
|  |      |       |     | شهر کویت |
|  |      |       |     | شهر کویت |

|  | کرهٔ جنوبی | ۱۶-۲۲ | کویت | شهر کویت |
|  |           |       |      | شهر کویت |
|  |           |       |      | شهر کویت |

### رده بندی
| ۴ آوریل ۱۹۷۷ | چین | ۱۶-۳۸ | کویت | شهر کویت |
| ۴ آوریل ۱۹۷۷ |     |       |      | شهر کویت |
| ۴ آوریل ۱۹۷۷ |     |       |      | شهر کویت |

### دیدار پایانی
| ۴ آوریل ۱۹۷۷ | ژاپن | ۱۴-۲۴ | کرهٔ جنوبی | شهر کویت |
| ۴ آوریل ۱۹۷۷ |      |       |           | شهر کویت |
| ۴ آوریل ۱۹۷۷ |      |       |           | شهر کویت |

## جدول پایانی
| رتبه | تیم               |
| ---- | ----------------- |
| 1    | ژاپن              |
| 2    | کرهٔ جنوبی         |
| 3    | چین               |
| ۴    | کویت              |
| ۵    | عراق              |
| ۶    | بحرین             |
| ۷    | فلسطین            |
| ۸    | عربستان سعودی     |
| ۹    | امارات متحدهٔ عربی |

|  | راهیابی به مسابقات قهرمانی هندبال جهان ۱۹۷۸ |